# XLink Kai
XLink Kai is een gratis service die het mogelijk maakt om online te spelen op verschillende spelcomputers. De service is te gebruiken voor GameCube, PlayStation 2, PlayStation 3, PlayStation Portable, PlayStation Vita, Xbox, Xbox 360, Xbox One en Switch.

## Beschrijving
De dienst maakt verbinding met een Virtueel Particulier Netwerk (VPN) via het tunnelingprotocol. Hiermee wordt een lokaal netwerk gesimuleerd op de spelcomputer zelf, waardoor het mogelijk is om stopgezette diensten, zoals Xbox Live, Nintendo Wi-Fi en GameSpy, weer toegankelijk te maken.

## Geschiedenis
De dienst vindt zijn oorsprong in de homebrew-scene van de oorspronkelijke Xbox. Het netwerk werd in 2003 opgericht door twee programmeurs. Het trok aanvankelijk al grote interesse en in 2004 waren er meer dan 100.000 geregistreerde gebruikers. XLink concurreerde ook indirect met Xbox Live, de officiële online dienst van Xbox.
In de loop van de tijd werden steeds meer functies toegevoegd en men ging meerdere spelconsoles ondersteunen, zoals die van Sony en Nintendo.
XLink verloor aanzienlijke populariteit vanaf 2006 nadat de Xbox 360 verscheen. Microsoft bouwde in zijn software een beveiliging waardoor het praktisch onmogelijk werd om nog Xbox 360-titels via XLink te spelen. De beveiliging werd uiteindelijk omzeild door hackers.